# Kuoth Wiel
Kuoth Wiel là một người mẫu và diễn viên người Mỹ gốc Nam Sudan, nổi tiếng với vai diễn trong The Good Lie (2014), một bộ phim truyền hình miêu tả bốn người tị nạn trẻ em từ Sudan bị chiến tranh tàn phá.

## Đời sống
Wiel được sinh ra trong một trại tị nạn ở Itang, Ethopia, con gái của các nhân viên cứu trợ của các quốc gia thống nhất. Cô đã dành cả cuộc đời đầu tiên của mình để di chuyển giữa Nasir ở Nam Sudan, nơi cha cô là bác sĩ và Gambela ở Ethiopia. Cha cô mất khi cô năm tuổi. Wiel và mẹ cô di cư đến Hoa Kỳ vào năm 1998, khi cô khoảng tám tuổi và định cư ở Faribault, Minnesota.
Cô là một sinh viên tâm lý học tại Đại học Augsburg khi cô nộp đơn xin diễn xuất trong The Good Lie. Sau khi tốt nghiệp, cô chuyển đến Los Angeles nơi cô hiện đang làm người mẫu.

## Đóng phim
- The Good Lie, 2014